# FK Buxoro
O FK Buxoro é um clube de futebol uzbeque com sede em Bukhoro. A equipe compete no Campeonato Uzbeque de Futebol.

## História
O clube foi fundado em 1989.